# Dinaraea aequata
Dinaraea aequata – gatunek chrząszcza z rodziny kusakowatych i podrodziny rydzenic. Zamieszkuje Europę, Syberię i Zakaukazie.

## Taksonomia
Gatunek ten opisany został po raz pierwszy w 1837 roku przez Wilhelma Ferdinanda Erichsona pod nazwą Homalota aequata. Jako lokalizację typową wskazano Niemcy.

## Morfologia

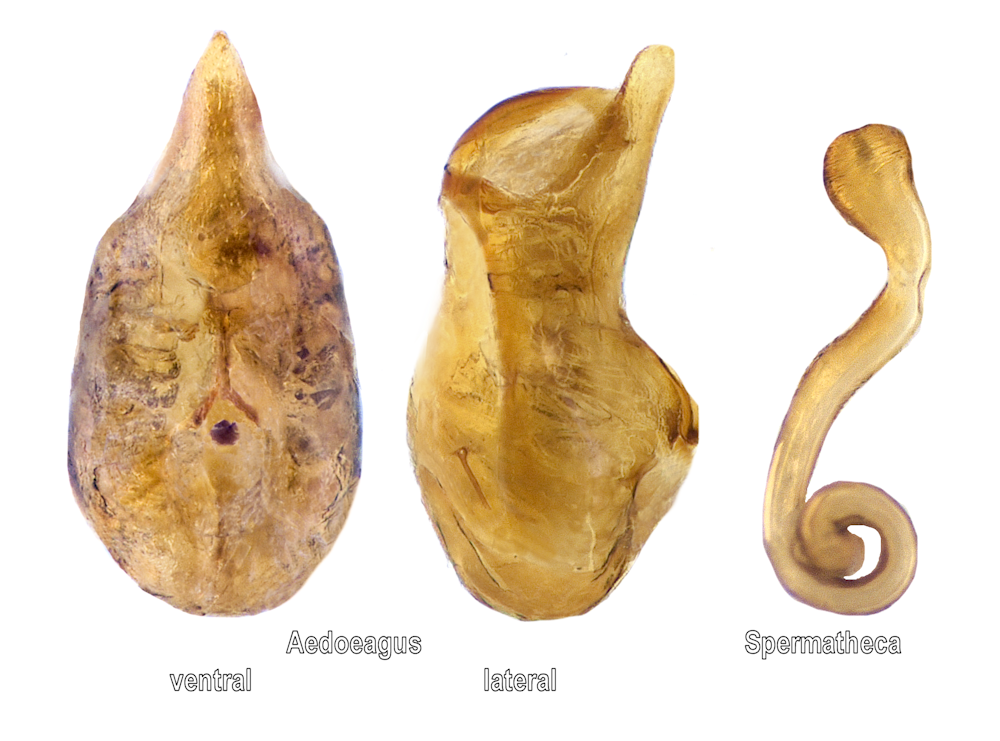
Genitalia

Chrząszcz o wydłużonym, spłaszczonym ciele, w zarysie z równoległymi bokami. Powierzchnia głowy, przedplecza i pokryw jest stosunkowo matowa, odwłoka zaś połyskująca. Głowa jest wyraźnie poprzeczna, smoliście czarna. Obrzeżenie skroni obecne jest tylko na samym ich tyle. Oczy są od skroni nieznacznie krótsze. U samca na ciemieniu występuje spłaszczony wcisk. Czułki są brązowe z pomarańczowymi nasadami, grube, o członie przedostatnim prawie dwukrotnie szerszym niż dłuższym. Kolor przedplecza zwykle jest smoliście czarny, niekiedy jednak ciemnobrązowy. Jego powierzchnia ma gęste szagrynowanie i ledwo dostrzegalne punktowanie. Owłosienie na linii środkowej przedplecza skierowane jest ku przodowi w połowie tylnej, a ku tyłowi w połowie przedniej. Pokrywy są ciemnobrązowe lub smoliste. Kolor odnóży jest czerwonożółty. U tylnej pary stóp człon pierwszy nie jest wyraźnie dłuższy od drugiego. Poprzeczny wcisk u nasady czwartego tergitu odwłoka jest obecny co najwyżej śladowo. U samca tergit ów ma dwa małe ziarenka, a tergit piąty dwa poprzeczne szeregi błyszczących ziarenek, liczące po około cztery sztuki każdy.

## Ekologia i występowanie
Owad ten bytuje pod luźną korą, w korytarzach kornikowatych, wilgotnych, próchniejących pniach i pniakach, a czasem pod opadłymi liśćmi.
Do jego ektopasożytów należy grzyb Monoicomyces similis z rzędu owadorostowców.
Gatunek palearktyczny. W Europie znany jest z Irlandii, Wielkiej Brytanii, Francji, Belgii, Luksemburga, Holandii, Niemiec, Szwajcarii, Austrii, Włoch, Danii, Szwecji, Norwegii, Finlandii, Estonii, Łotwy, Litwy, Polski, Czech, Słowacji, Węgier, Ukrainy, Rumunii, Chorwacji, Grecji i europejskiej części Rosji, a w Azji z syberyjskiej części Rosji i Gruzji.